# Smilax polyacantha
Smilax polyacantha är en enhjärtbladig växtart som beskrevs av Nathaniel Wallich och Carl Sigismund Kunth. Smilax polyacantha ingår i släktet Smilax och familjen Smilacaceae. Inga underarter finns listade.